# Wahlkreis Bas-Rhin II
Der Wahlkreis Bas-Rhin II (Circonscription Bas-Rhin, 2e) ist seit 1958 einer der neun französischen Wahlkreise im Département Bas-Rhin.

## Abgeordnete des Wahlkreises (seit 2002)
| Legislatur- periode | Gewählt | Gewählt              | Partei                            |
| ------------------- | ------- | -------------------- | --------------------------------- |
| 12.                 |         | Marc Reymann         | Union pour un mouvement populaire |
| 13.                 |         | Jean-Philippe Maurer | Union pour un mouvement populaire |
| 14.                 |         | Philippe Bies        | Parti socialiste                  |
| 15.                 |         | Sylvain Waserman     | Mouvement démocrate               |
| 16.                 |         | Emmanuel Fernandes   | La France insoumise               |

## Ergebnisse

### Parlamentswahl 2002
| Kandidaten               | Kandidaten               | Parteien                                    | 1. Wahlgang | 1. Wahlgang | 2. Wahlgang | 2. Wahlgang |
| Kandidaten               | Kandidaten               | Parteien                                    | Stimmen     | %           | Stimmen     | %           |
| ------------------------ | ------------------------ | ------------------------------------------- | ----------- | ----------- | ----------- | ----------- |
|                          | Marc Reymanngewählt      | UMP – Union pour la majorité présidentielle | 11.104      | 39,0        | 13.134      | 50,5        |
|                          | Roland Ries              | SOC – Parti socialiste                      | 9.509       | 33,4        | 12.863      | 49,5        |
|                          | Robert Spieler           | EXD – Alsace debout (MNR – MRA)             | 3.656       | 12,8        |             |             |
|                          | Christine Panzer         | VEC – Les Verts                             | 1.148       | 4,0         |             |             |
|                          | Jean-Claude Petitdemange | DVG – Unabh.                                | 1.036       | 3,6         |             |             |
|                          | Gregory Bisiaux          | DVG – Unabh.                                | 501         | 1,8         |             |             |
|                          | Francois Bunner          | PREP – Pôle républicain                     | 310         | 1,1         |             |             |
|                          | Jean-Baptiste Metz       | COM – Parti communiste français             | 287         | 1,0         |             |             |
|                          | Marie-Claude Richez      | LCR – Ligue communiste révolutionnaire      | 258         | 0,9         |             |             |
|                          | Valerie Broussole        | EXG – Parti des travailleurs                | 244         | 0,9         |             |             |
|                          | Roland Robert            | LO – Lutte Ouvrière                         | 214         | 0,8         |             |             |
|                          | Jean-Yves Rognon         | DIV – Énergies démocrates                   | 141         | 0,5         |             |             |
|                          | Alexis Dubois            | DIV – Parti fédéraliste                     | 72          | 0,3         |             |             |
| Gesamt                   | Gesamt                   | Gesamt                                      | 28.480      | 100         | 25.997      | 100         |
|                          |                          |                                             |             |             |             |             |
| Ungültige Stimmen        | Ungültige Stimmen        | Ungültige Stimmen                           | 350         | 1,2         | 602         | 2,3         |
| Wähler                   | Wähler                   | Wähler                                      | 28.830      | 59,6        | 26.599      | 55,0        |
| Wahlberechtigte          | Wahlberechtigte          | Wahlberechtigte                             | 48.370      |             | 48.372      |             |
|                          |                          |                                             |             |             |             |             |
| Quelle: Innenministerium |                          |                                             |             |             |             |             |

### Parlamentswahl 2007
| Kandidaten               | Kandidaten                  | Parteien                                                      | 1. Wahlgang | 1. Wahlgang | 2. Wahlgang | 2. Wahlgang |
| Kandidaten               | Kandidaten                  | Parteien                                                      | Stimmen     | %           | Stimmen     | %           |
| ------------------------ | --------------------------- | ------------------------------------------------------------- | ----------- | ----------- | ----------- | ----------- |
|                          | Jean-Philippe Maurergewählt | UMP – Union pour un mouvement populaire                       | 10.797      | 38,9        | 13.211      | 51,3        |
|                          | Philippe Bies               | SOC – Parti socialiste                                        | 7.100       | 25,6        | 12.530      | 48,7        |
|                          | Pascale Jurdant-Pfeiffer    | UDFD – Union pour la démocratie française/Mouvement démocrate | 3.799       | 13,7        |             |             |
|                          | Yann Wehrling               | VEC – Les Verts                                               | 1.642       | 5,9         |             |             |
|                          | Xavier Codderens            | FN – Front national                                           | 1.258       | 4,5         |             |             |
|                          | Francis Lalanne             | ECO – Mouvement écologiste indépendant                        | 975         | 3,5         |             |             |
|                          | Jean-Baptiste Metz          | COM – Parti communiste français                               | 413         | 1,5         |             |             |
|                          | Mohamed Er Rachidi          | DIV – Unabh.                                                  | 334         | 1,2         |             |             |
|                          | Philippe Morel              | EXG – Gauche alternative 2007 (Les Alternatifs – Sonst.)      | 273         | 1,0         |             |             |
|                          | François-Joseph Mayer       | DIV – La France en action                                     | 220         | 0,8         |             |             |
|                          | Roland Robert               | EXG – Lutte Ouvrière                                          | 214         | 0,8         |             |             |
|                          | Géraldine Grün Nevers       | DVD – Unabh.                                                  | 206         | 0,7         |             |             |
|                          | Patrick Beaufrere           | DVD – Debout la République                                    | 151         | 0,5         |             |             |
|                          | Armand Tenesso              | DIV – Unabh.                                                  | 137         | 0,5         |             |             |
|                          | Valérie Broussolle          | EXG – Parti des travailleurs                                  | 101         | 0,4         |             |             |
|                          | Michèle Depret              | DIV – Mouvement républicain et citoyen                        | 79          | 0,3         |             |             |
|                          | François Bunner             | DIV – Unabh.                                                  | 77          | 0,3         |             |             |
| Gesamt                   | Gesamt                      | Gesamt                                                        | 27.776      | 100         | 25.741      | 100         |
|                          |                             |                                                               |             |             |             |             |
| Ungültige Stimmen        | Ungültige Stimmen           | Ungültige Stimmen                                             | 256         | 0,9         | 585         | 2,2         |
| Wähler                   | Wähler                      | Wähler                                                        | 28.032      | 53,6        | 26.326      | 51,1        |
| Wahlberechtigte          | Wahlberechtigte             | Wahlberechtigte                                               | 52.296      |             | 51.496      |             |
|                          |                             |                                                               |             |             |             |             |
| Quelle: Innenministerium |                             |                                                               |             |             |             |             |

### Parlamentswahl 2012
| Kandidaten               | Kandidaten            | Parteien                                         | 1. Wahlgang | 1. Wahlgang | 2. Wahlgang | 2. Wahlgang |
| Kandidaten               | Kandidaten            | Parteien                                         | Stimmen     | %           | Stimmen     | %           |
| ------------------------ | --------------------- | ------------------------------------------------ | ----------- | ----------- | ----------- | ----------- |
|                          | Philippe Biesgewählt  | SOC – Parti socialiste                           | 13.983      | 37,6        | 18.791      | 52,2        |
|                          | Jean-Philippe Maurer  | UMP – Union pour un mouvement populaire          | 12.652      | 34,0        | 17.173      | 47,8        |
|                          | Xavier Codderens      | FN – Front national                              | 4.611       | 12,4        |             |             |
|                          | Eric Schultz          | VEC – Europe Écologie-Les Verts                  | 2.268       | 6,1         |             |             |
|                          | Antoine Splet         | FG – Front de gauche (Parti communiste français) | 1.561       | 4,2         |             |             |
|                          | Pascale Tussing       | CEN – Mouvement démocrate                        | 848         | 2,3         |             |             |
|                          | Dimitri Breiner       | AUT – Parti Pirate                               | 416         | 1,1         |             |             |
|                          | Jean-Baptiste Caillat | DVD – Unabh.                                     | 283         | 0,8         |             |             |
|                          | Aurélien Dumez        | EXG – Nouveau Parti anticapitaliste              | 189         | 0,5         |             |             |
|                          | Roland Robert         | EXG – Lutte Ouvrière                             | 143         | 0,4         |             |             |
|                          | Patrick Saule         | AUT – Unabh.                                     | 110         | 0,3         |             |             |
|                          | Elisabeth Del Grande  | EXG – Parti ouvrier indépendant                  | 102         | 0,3         |             |             |
| Gesamt                   | Gesamt                | Gesamt                                           | 37.166      | 100         | 35.964      | 100         |
|                          |                       |                                                  |             |             |             |             |
| Ungültige Stimmen        | Ungültige Stimmen     | Ungültige Stimmen                                | 323         | 0,9         | 764         | 2,1         |
| Wähler                   | Wähler                | Wähler                                           | 37.489      | 52,7        | 36.728      | 51,6        |
| Wahlberechtigte          | Wahlberechtigte       | Wahlberechtigte                                  | 71.162      |             | 71.163      |             |
|                          |                       |                                                  |             |             |             |             |
| Quelle: Innenministerium |                       |                                                  |             |             |             |             |

### Parlamentswahl 2017
| Kandidaten               | Kandidaten               | Parteien                                  | 1. Wahlgang | 1. Wahlgang | 2. Wahlgang | 2. Wahlgang |
| Kandidaten               | Kandidaten               | Parteien                                  | Stimmen     | %           | Stimmen     | %           |
| ------------------------ | ------------------------ | ----------------------------------------- | ----------- | ----------- | ----------- | ----------- |
|                          | Sylvain Wasermangewählt  | REM – Mouvement démocrate                 | 11.539      | 35,1        | 14.492      | 58,5        |
|                          | Philippe Bies            | SOC – Parti socialiste                    | 4.209       | 12,8        | 10.268      | 41,5        |
|                          | Christine Kaidi          | LFI – La France insoumise                 | 4.040       | 12,3        |             |             |
|                          | Jean-Philippe Maurer     | DVD – Unabh. (LR Dissident)               | 3.596       | 10,9        |             |             |
|                          | Julia Abraham            | FN – Front national                       | 2.986       | 9,1         |             |             |
|                          | Pascale Jurdant-Pfeiffer | LR – Union des démocrates et indépendants | 2.113       | 6,4         |             |             |
|                          | Leyla Binici             | ECO – Europe Écologie-Les Verts           | 1.424       | 4,3         |             |             |
|                          | Alexandre Spinner        | REG – Unser Land                          | 1.238       | 3,8         |             |             |
|                          | Selen Yagmur Ayyildiz    | DIV – Parti animaliste                    | 425         | 1,3         |             |             |
|                          | Fabienne Schnitzler      | ECO – Mouvement écologiste indépendant    | 360         | 1,1         |             |             |
|                          | Marie-Pierre Ponpon      | COM – Ensemble !                          | 292         | 0,9         |             |             |
|                          | Alain Carnesecca         | DIV – Union populare républicaine         | 207         | 0,6         |             |             |
|                          | Mehmet Caglar            | DIV – Parti égalité et justice            | 185         | 0,6         |             |             |
|                          | Yann Lucas               | EXG – Lutte Ouvrière                      | 175         | 0,5         |             |             |
|                          | Saad Brahimi             | DIV – Unabh.                              | 123         | 0,4         |             |             |
| Gesamt                   | Gesamt                   | Gesamt                                    | 32.912      | 100         | 24.760      | 100         |
|                          |                          |                                           |             |             |             |             |
| Leere Stimmzettel        | Leere Stimmzettel        | Leere Stimmzettel                         | 271         | 0,8         | 1.792       | 6,6         |
| Ungültige Stimmzettel    | Ungültige Stimmzettel    | Ungültige Stimmzettel                     | 114         | 0,3         | 646         | 2,4         |
| Wähler                   | Wähler                   | Wähler                                    | 33.297      | 47,9        | 27.198      | 39,1        |
| Wahlberechtigte          | Wahlberechtigte          | Wahlberechtigte                           | 69.535      |             | 69.535      |             |
|                          |                          |                                           |             |             |             |             |
| Quelle: Innenministerium |                          |                                           |             |             |             |             |

### Parlamentswahl 2022
| Kandidaten               | Kandidaten                 | Parteien                                                                   | 1. Wahlgang | 1. Wahlgang | 2. Wahlgang | 2. Wahlgang |
| Kandidaten               | Kandidaten                 | Parteien                                                                   | Stimmen     | %           | Stimmen     | %           |
| ------------------------ | -------------------------- | -------------------------------------------------------------------------- | ----------- | ----------- | ----------- | ----------- |
|                          | Emmanuel Fernandesgewählt  | NUP – Nouvelle union populaire écologique et sociale (La France insoumise) | 12.785      | 36,9        | 16.990      | 51,2        |
|                          | Sylvain Waserman           | ENS – Ensemble ! (Mouvement démocrate)                                     | 10.506      | 30,3        | 16.174      | 48,8        |
|                          | Hombeline du Parc          | RN – Rassemblement National                                                | 3.977       | 11,5        |             |             |
|                          | Alexandre Wolf Samaloussi  | LR – Les Républicains                                                      | 2.211       | 6,4         |             |             |
|                          | Nelly Caminade             | REC – Reconquête                                                           | 916         | 2,6         |             |             |
|                          | Thibaut Vinci              | RDG – Parti radical de gauche                                              | 857         | 2,5         |             |             |
|                          | Cendrine Diemunsch         | REG – Unser Land                                                           | 813         | 2,3         |             |             |
|                          | Fabienne Schnitzler        | ECO – Mouvement écologiste indépendant                                     | 768         | 2,2         |             |             |
|                          | Margarethe Leonhart-Gruber | ECO – Écologie au centre                                                   | 622         | 1,8         |             |             |
|                          | Déborah Goulet             | ECO – Parti animaliste                                                     | 448         | 1,3         |             |             |
|                          | Jamal Boussif              | DIV – Union sociale démocrate                                              | 234         | 0,7         |             |             |
|                          | Alain Richard              | DXG – Lutte Ouvrière                                                       | 229         | 0,7         |             |             |
|                          | Alexandre Grandjean        | DIV – Parti Pirate                                                         | 177         | 0,5         |             |             |
|                          | Armèle Bennes              | DIV – Unabh.                                                               | 116         | 0,3         |             |             |
| Gesamt                   | Gesamt                     | Gesamt                                                                     | 34.659      | 100         | 33.164      | 100         |
|                          |                            |                                                                            |             |             |             |             |
| Leere Stimmzettel        | Leere Stimmzettel          | Leere Stimmzettel                                                          | 331         | 0,9         | 1.093       | 3,2         |
| Ungültige Stimmzettel    | Ungültige Stimmzettel      | Ungültige Stimmzettel                                                      | 131         | 0,4         | 415         | 1,2         |
| Wähler                   | Wähler                     | Wähler                                                                     | 35.121      | 47,9        | 34.672      | 47,2        |
| Wahlberechtigte          | Wahlberechtigte            | Wahlberechtigte                                                            | 73.361      |             | 73.382      |             |
|                          |                            |                                                                            |             |             |             |             |
| Quelle: Innenministerium |                            |                                                                            |             |             |             |             |

### Parlamentswahl 2024
| Kandidaten               | Kandidaten                | Parteien                                                | 1. Wahlgang | 1. Wahlgang | 2. Wahlgang | 2. Wahlgang |
| Kandidaten               | Kandidaten                | Parteien                                                | Stimmen     | %           | Stimmen     | %           |
| ------------------------ | ------------------------- | ------------------------------------------------------- | ----------- | ----------- | ----------- | ----------- |
|                          | Emmanuel Fernandesgewählt | UG – Nouveau Front populaire (La France insoumise)      | 21.533      | 43,9        | 24.089      | 48,8        |
|                          | Rebecca Breitman          | ENS – Ensemble pour la République (Mouvement démocrate) | 11.063      | 22,6        | 13.962      | 28,3        |
|                          | Virginie Joron            | RN – Rassemblement National                             | 10.407      | 21,2        | 11.326      | 22,9        |
|                          | Alexandre Wolf Samaloussi | LR – Les Républicains                                   | 3.287       | 6,7         |             |             |
|                          | Cendrine Diemunsch        | REG – Unser Land                                        | 819         | 1,7         |             |             |
|                          | Jean-Marc Governatori     | ECO – Écologie au centre                                | 685         | 1,4         |             |             |
|                          | Fabienne Schnitzler       | ECO – Mouvement écologiste indépendant                  | 473         | 1,0         |             |             |
|                          | Elisa Clolot              | DVG – Volt France                                       | 358         | 0,7         |             |             |
|                          | Alain Richard             | EXG – Lutte Ouvrière                                    | 262         | 0,5         |             |             |
|                          | Clément Soubise           | EXG – NPA – Révolutionnaires                            | 154         | 0,3         |             |             |
| Gesamt                   | Gesamt                    | Gesamt                                                  | 49.041      | 100         | 49.377      | 100         |
|                          |                           |                                                         |             |             |             |             |
| Leere Stimmzettel        | Leere Stimmzettel         | Leere Stimmzettel                                       | 476         | 1,0         | 709         | 1,4         |
| Ungültige Stimmzettel    | Ungültige Stimmzettel     | Ungültige Stimmzettel                                   | 209         | 0,4         | 217         | 0,4         |
| Wähler                   | Wähler                    | Wähler                                                  | 49.726      | 68,1        | 50.303      | 68,9        |
| Wahlberechtigte          | Wahlberechtigte           | Wahlberechtigte                                         | 72.992      |             | 73.016      |             |
|                          |                           |                                                         |             |             |             |             |
| Quelle: Innenministerium |                           |                                                         |             |             |             |             |